# Parazumia paranensis
Parazumia paranensis är en stekelart som beskrevs av Berton 1918. Parazumia paranensis ingår i släktet Parazumia och familjen Eumenidae. Inga underarter finns listade i Catalogue of Life.